# Фотыга, Анна
А́нна Эльжбе́та Фоты́га (пол. Anna Elżbieta Fotyga, урождённая Каве́цкая, пол. Kawecka; род. 12 января 1957, Лемборк, Польша) — польский политический и государственный деятель, экономист, министр иностранных дел Польши в 2006—2007 годах, глава Канцелярии Президента Польши в 2007—2008 годах, депутат Польского Сейма VII созыва, депутат Европарламента от Польши VI и VIII созывов.

## Биография

### Образование
В 1981 году окончила торговый факультет Гданьского университета.

### Профессиональная и политическая деятельность
В 1981 году работала в отделе международных переговоров профсоюза «Солидарность». В 1987—1989 годах была членом правления «Modem». С 1989 по 1991 год работала, а затем и возглавляла Бюро иностранных дел профсоюза «Солидарность». Была коллегой Леха Качиньского.
Фотыга: «Большая часть моей публичной жизни, при коммунистах и после них, была посвящена борьбе с риторикой, насаждаемой Советским Союзом, а после Российской Федерацией». Автор резолюции Европарламента «Стратегические коммуникации ЕС как противодействие пропаганде третьих сторон» (об информационном противодействии российским СМИ). В резолюции сравнивается влияние российских СМИ c пропагандой ИГИЛ. Президент России Владимир Путин назвал данную резолюцию «деградацией демократии». Упомянутые в ней агентство «Sputnik» и телеканал «RT» намерены обратится в суд Евросоюза из-за нарушения резолюцией прав человека и свободы прессы.
В январе 2023 года в «Euractiv» опубликована статья А. Фотыги, в которой она утверждает, что «нет и не может быть российского газа, нефти, алюминия, угля, урана, алмазов, зерна, леса, золота и так далее. Всё это ресурсы татарские, башкирские, сибирские, карельские, ойратские, черкесские, бурятские, якутские, уральские, кубанские, ногайские и так далее… Михаил Лермонтов крал легенды покоренных черкесов, а этническому украинцу Николаю Гоголю русские всегда отказывали в национальном самосознании… Следует обсудить перспективы создания на построссийском пространстве свободных и независимых государств, а также залога их будущей стабильности и процветания. Мы должны отдавать себе отчёт в том, что распад Российской Федерации может повлечь за собой определённые трудности и риски, как и всякий переходный период. Однако эти риски окажутся куда больше, если оставить эту агрессивную империю как она есть».

## Награды
- Командор ордена «За заслуги перед Литвой» (15 апреля 2009 года, Литва)[5]
- Орден Креста земли Марии III класса (21 февраля 2022 года, Эстония)[6]
- Орден «За заслуги» III степени (4 ноября 2022 года, Украина) — за весомый личный вклад в укрепление межгосударственного сотрудничества, поддержку государственного суверенитета и территориальной целостности Украины, популяризацию Украинского государства в мире[7][8]